# Andreï Dmitriev
Pour les articles homonymes, voir Dmitriev.
Andreï Viktorovitch Dmitriev (en russe : Андрей Викторович Дмитриев) est un écrivain et scénariste russe né le 7 mai 1956 à Leningrad (aujourd'hui Saint-Pétersbourg). En 2012, il reçoit le prix Booker russe pour son roman Крестьянин и тинейджер (Le Paysan et le teenager).
En mars 2014, il fait partie des intellectuels russes qui expriment leur désaccord avec la politique des autorités russes en Crimée. Il s'installe ensuite à Kiev.

## Traductions en français
- Le Fantôme du théâtre, roman traduit du russe par Régis Gayraud, éditions Fayard, 2004  (ISBN 2-213-62984-6). Titre original: Призрак театра (2003).
- Le Livre fermé, roman traduit du russe par Lucile Nivat, éditions Fayard, 2004. Titre original: Закрытая книга (1999).
- Au tournant du fleuve, suivi de Retour, nouvelles traduites du russe par Lucile Nivat et Régis Gayraud, éditions Fayard, 2006  (ISBN 2-213-62984-6). Titre original: Поворот реки (1995) et Дорога обратно (2001).
- L'Aviateur et sa femme, roman traduit du russe par Lucile Nivat, éditions Fayard, 2010. Titre original: Воскобоев и Елизавета (1992).

## Filmographie
- 1986 : Priblizheniye k budushchemu de Suren Chakhbazian
- 1986 : Keskea rõõmud de Lembit Oulfsak
- 1992 : Alisa i bukinist (Alice and the Bookseller) d'Alexeï Roudakov
- 1995 : Chyornaya vual (The Black Veil) d'Alexandre Prochkine
- 1996 : Revizor de Sergeï Gazarov
- 2003 : Tretiy variant de Constantin Khoudiakov
- 2004 : Kozha salamandry d'Alexeï Roudakov